# Paralvinella
Paralvinella är ett släkte av ringmaskar. Paralvinella ingår i familjen Alvinellidae.
Kladogram enligt Catalogue of Life:
| Paralvinella | \| \| Paralvinella bactericola \| \| \| \| \| \| Paralvinella dela \| \| \| \| \| \| Paralvinella fijiensis \| \| \| \| \| \| Paralvinella grasslei \| \| \| \| \| \| Paralvinella hessleri \| \| \| \| \| \| Paralvinella palmiformis \| \| \| \| \| \| Paralvinella pandorae \| \| \| \| \| \| Paralvinella sulfincola \| \| \| \| \| \| Paralvinella unidentata \| \| \| \| |
|              | \| \| Paralvinella bactericola \| \| \| \| \| \| Paralvinella dela \| \| \| \| \| \| Paralvinella fijiensis \| \| \| \| \| \| Paralvinella grasslei \| \| \| \| \| \| Paralvinella hessleri \| \| \| \| \| \| Paralvinella palmiformis \| \| \| \| \| \| Paralvinella pandorae \| \| \| \| \| \| Paralvinella sulfincola \| \| \| \| \| \| Paralvinella unidentata \| \| \| \| |
|              | Alvinella |
|              | |
|              | Paralvinella bactericola |
|              | |
|              | Paralvinella dela |
|              | |
|              | Paralvinella fijiensis |
|              | |
|              | Paralvinella grasslei |
|              | |
|              | Paralvinella hessleri |
|              | |
|              | Paralvinella palmiformis |
|              | |
|              | Paralvinella pandorae |
|              | |
|              | Paralvinella sulfincola |
|              | |
|              | Paralvinella unidentata |
|              | |

|  | Paralvinella bactericola |
|  |                          |
|  | Paralvinella dela        |
|  |                          |
|  | Paralvinella fijiensis   |
|  |                          |
|  | Paralvinella grasslei    |
|  |                          |
|  | Paralvinella hessleri    |
|  |                          |
|  | Paralvinella palmiformis |
|  |                          |
|  | Paralvinella pandorae    |
|  |                          |
|  | Paralvinella sulfincola  |
|  |                          |
|  | Paralvinella unidentata  |
|  |                          |